# Reproductor de MP4

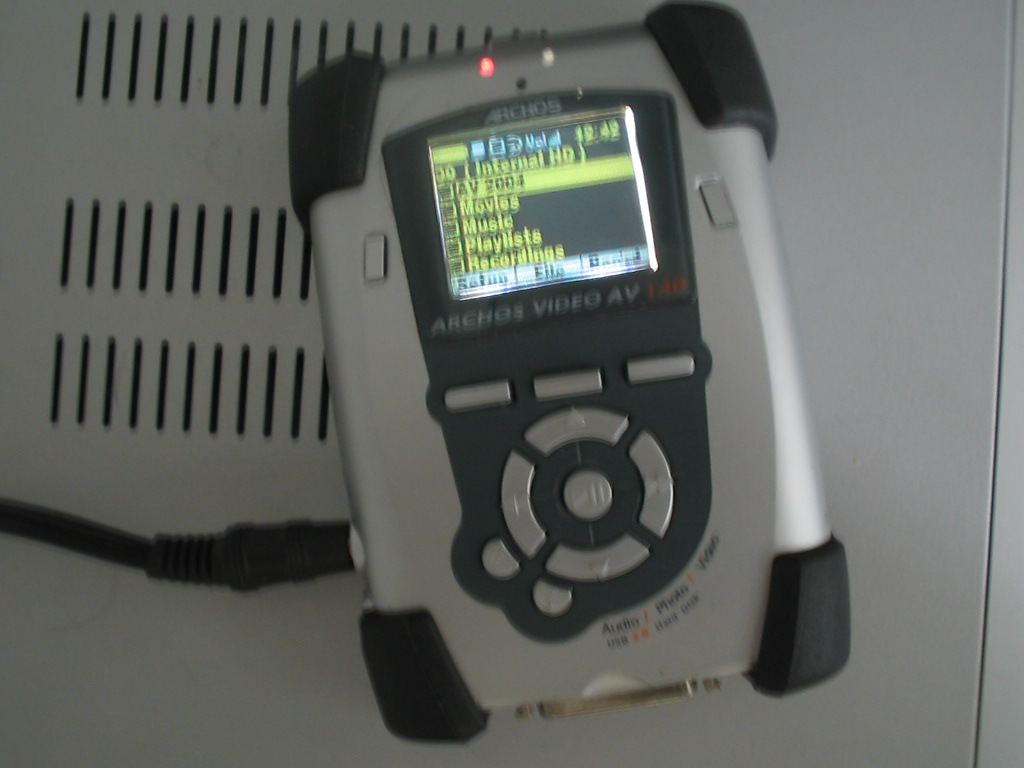
Archos Jukebox Multimedia, el primer reproductor multimedia digital comercial, fue también el primero en ser denominado como MP4.

La denominación Reproductor MP4 es un término de marketing para reproductores digitales de multimedia de bajo coste, normalmente de fabricantes de dispositivos genéricos o poco conocidos, pero que cumplen con ciertas características.
El propio nombre es inapropiado, ya que la mayoría de los reproductores MP4 son incompatibles con el MPEG-4 Part 14 estándar o el formato contenedor .mp4. En cambio, el término simboliza su condición de sucesores de los reproductores MP3, queriendo asociarlo con la capacidad de reproducir vídeo. En este sentido, en algunos mercados como Brasil, cualquier nueva función agregada a un determinado medio es seguida por un aumento en el número de unidades vendidas, por ejemplo Reproductor MP5 o Reproductor MP12, a pesar de no existir el correspondiente estándar MPEG-5 (a la fecha). La norma actual, aún en desarrollo, es MPEG-4.

## Información técnica
La mayoría de los reproductores MP4 incluyen receptor de Radio FM y algunos Radio AM. Los reproductores MP4 de hoy pueden reproducir vídeos en multitud de formatos sin necesidad de pre-convertirlos o reducirlos antes de reproducirlos. Algunos reproductores MP4 poseen puertos USB para que los usuarios puedan conectarlo a un PC. Otros modelos también tienen tarjetas de memoria para expandir la memoria del reproductor en lugar de almacenar archivos en la memoria incorporada.

### Creación
El sistema comenzó a desarrollarse en 1986 y en 1992 la Moving Pictures Expert Group (MPEG). Moving Picture Experts Group

### Rockchip
El procesador de video electrónico Fuzhou Rockchip Rockchip se ha incorporado en muchos reproductores de MP4, soportando AVI sin compresión marcos B en MPEG-4 Parte 2 (no en la MPEG-4), mientras que se utiliza la compresión mp2.
Cualquier ligera desviación del formato compatible generará un error de "Formato no válido".

#### Otros chipsets
Algunos reproductores, como la Onda VX979+, han empezado a utilizar chips de Ingenic, que son capaces de soportar formatos de vídeo RealNetworks.  Además, los reproductores basados en la tecnología SigmaTel son compatibles con SMV (SigmaTel Video)[cita requerida].

### AMV

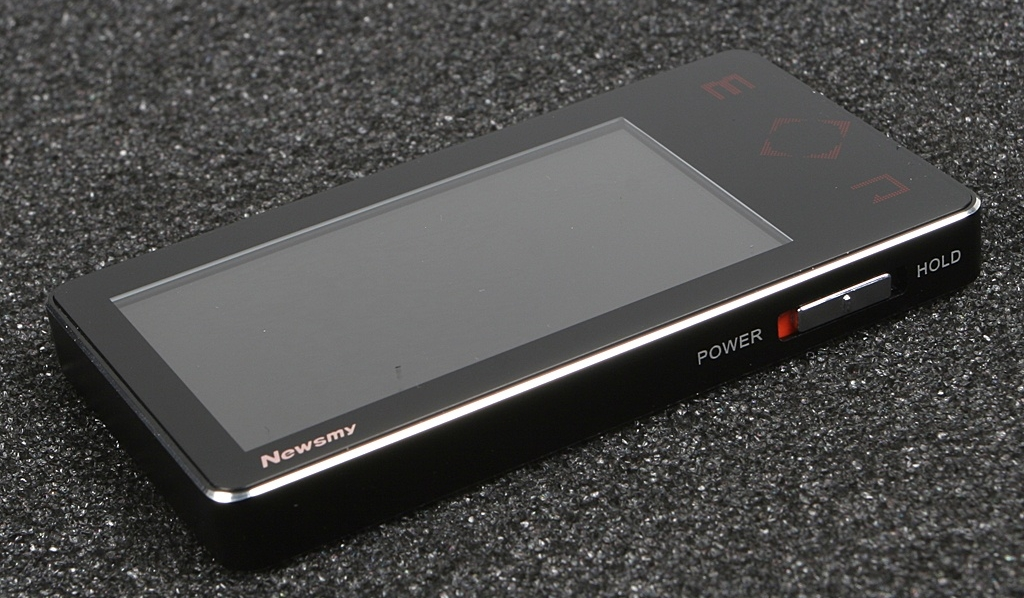
Otro reproductor de MP4 de Newsmy, el mayor fabricante PMP en China

El algoritmo de compresión de imagen de este formato es ineficiente para los estándares modernos (cerca de 4 píxels por byte, en comparación con más de 10 píxels por byte para MPEG-2 / Video DVD). Hay un rango fijo de las resoluciones (96×96 a 208×176 píxels) y velocidades de fotogramas (12 o 16 cuadro/s) disponibles. Un vídeo de 30 minutos tendría un tamaño de archivo de 100 MB aproximadamente con una resolución de 160×120b

### MTV
El formato de vídeo MTV consiste en un encabezado del archivo de 512 bytes que opera al mostrar una serie de cuadros de imagen en bruto durante la reproducción del MP3. Durante este proceso, los marcos de audio se transmiten al decodificador del chipset, mientras que el puntero de memoria del hardware de la pantalla se ajusta a la siguiente imagen dentro de la secuencia de vídeo. Este método no requiere hardware adicional para decodificar, a pesar de que conducirá a una mayor cantidad de consumo de memoria. Por esa razón, la capacidad de almacenamiento de un reproductor de MP4 es efectivamente inferior a la de un reproductor que descomprima los archivos sobre la marcha.

## Manuales de instrucciones
Los manuales de instrucciones suelen contener información básica para operar y utilizar los dispositivos, pero a veces carecen de más detalles. Normalmente son traducciones del pinyin al inglés y luego al español o malas traducciones al inglés.